# Belmāneh-ye Soflá
Belmāneh-ye Soflá (persiska: بلمانه سفلی) är en ort i Iran.   Den ligger i provinsen Kermanshah, i den västra delen av landet, 400 km väster om huvudstaden Teheran. Belmāneh-ye Soflá ligger 1 374 meter över havet och antalet invånare är 161.
Terrängen runt Belmāneh-ye Soflá är varierad.Runt Belmāneh-ye Soflá är det ganska tätbefolkat, med 185 invånare per kvadratkilometer. Närmaste större samhälle är Qomsheh-ye Seyyed Qāsem, 4,4 km nordost om Belmāneh-ye Soflá. Omgivningarna runt Belmāneh-ye Soflá är i huvudsak ett öppet busklandskap.